# Sowerby (North Yorkshire)
Sowerby – wieś w Anglii, w hrabstwie North Yorkshire, w dystrykcie (unitary authority) North Yorkshire. Leży 35 km na północny zachód od miasta York i 313 km na północ od Londynu. Miejscowość liczy 3600 mieszkańców.